# UZ HRCS2
HRCS2는 유로 2012를 앞두고 도입된 현대로템에서 생산한 우크라이나의 전동차이다.

## 역사
HRCS2 전동차는 우크라이나 및 폴란드에서 공동으로 개최되는 UEFA 유로 2012를 앞두고 개최 도시 간 철도 교통 수요가 증가할 것을 대비하여 도입되었다. 원 계약 상으로는 디젤 동차도 포함되었으나 최종 계약은 전동차 10편성이 되었고, 도입 가격은 3억 7백만 달러이다.
전동차는 현대로템 창원 공장에서 생산하여 2011년 12월 20일 출고되었다. 대한민국에서 출발하여 우크라이나 오데사 항까지 해상 수송되었고, 초도 편성(HRCS2-002)은 2012년 3월 11일에 반입되었다. 3월 16일 오데사 항에서 하르키우로 갑종 회송되어 성능 시험을 거쳤다. 두 번째 편성(HRCS2-001)은 3월 17일에 도착하였고, 3편성과 4편성은 4월 9일에 오데사 항에 도착하여 같은 달 15일에 하르키우로 회송되었다. 5편성 및 6편성은 5월 첫째주까지 반입되었다. 6월 1일까지 첫 6개 편성이 반입이 완료되었고, 나머지 4개 편성은 7월~8월에 반입되었다.

## 차량
직류 3kV 및 교류 25kV를 모두 지원하는 직교류 겸용 차량이다. 궤간은 러시아 궤간 1520mm를 사용하며 영업 최고 속도는 시속 160km이다. 무동력 객차에는 LEKOV에서 생산한 집전 장치 및 JST사의 주 변압기가 장착되어 인접한 2량의 차량에 전원을 공급한다. 동력 선두차 및 동력 객차에는 각각 250kW급 전동기 4기가 장착되어 있으며, 4QS 컨버터 및 인버터에 연결되어 있다. 차체는 공기 스프링을 통하여 대차와 연결된다.
1편성은 총 9량으로 이루어져 있으며, 동력 선두차 2량, 동력차 4량, 무동력차 3량으로 이루어져 있다.
| 9량 편성 | 9량 편성 | 9량 편성 | 9량 편성 | 9량 편성 | 9량 편성 | 9량 편성 | 9량 편성 | 9량 편성 |
| --- | -------- | -------- | -------- | -------- | -------- | -------- | -------- | -------- |
| Mc1 | T        | MB       | M2       | T        | M1       | M2       | T        | Mc2      |
| - Mc1, Mc2: 동력 차량. 운전실 탑재. - M1, MB, M2: 동력 차량. - T: 무동력 차량. 팬터그래프, 주 변압기, 제어 장치 탑재. |          |          |          |          |          |          |          |          |

수요가 적은 노선을 위하여 6량 1편성 운행도 가능하며, 총 2편성까지 병결 운행이 가능하다. 1등석 및 2등석으로 등급이 나뉘어 있으며, 1등석은 2, 5, 8호차, 2등석은 1, 3, 4, 6, 7, 9호차에 배당되어 있다. 1등석의 좌석 배치는 2+2, 2등석은 2+3이다. 편성 총 정원은 579명이다. 1등석 정원은 호차별로 56명(총 168명)으로, 무동력 차량에 배당되어 있다. 2등석은 동력차에 배당되어 있으며, 총 정원 411명 및 선두차의 2석은 장애인 좌석이다. 1등석의 좌석 폭은 500mm, 2등석의 좌석 폭은 450mm이다.

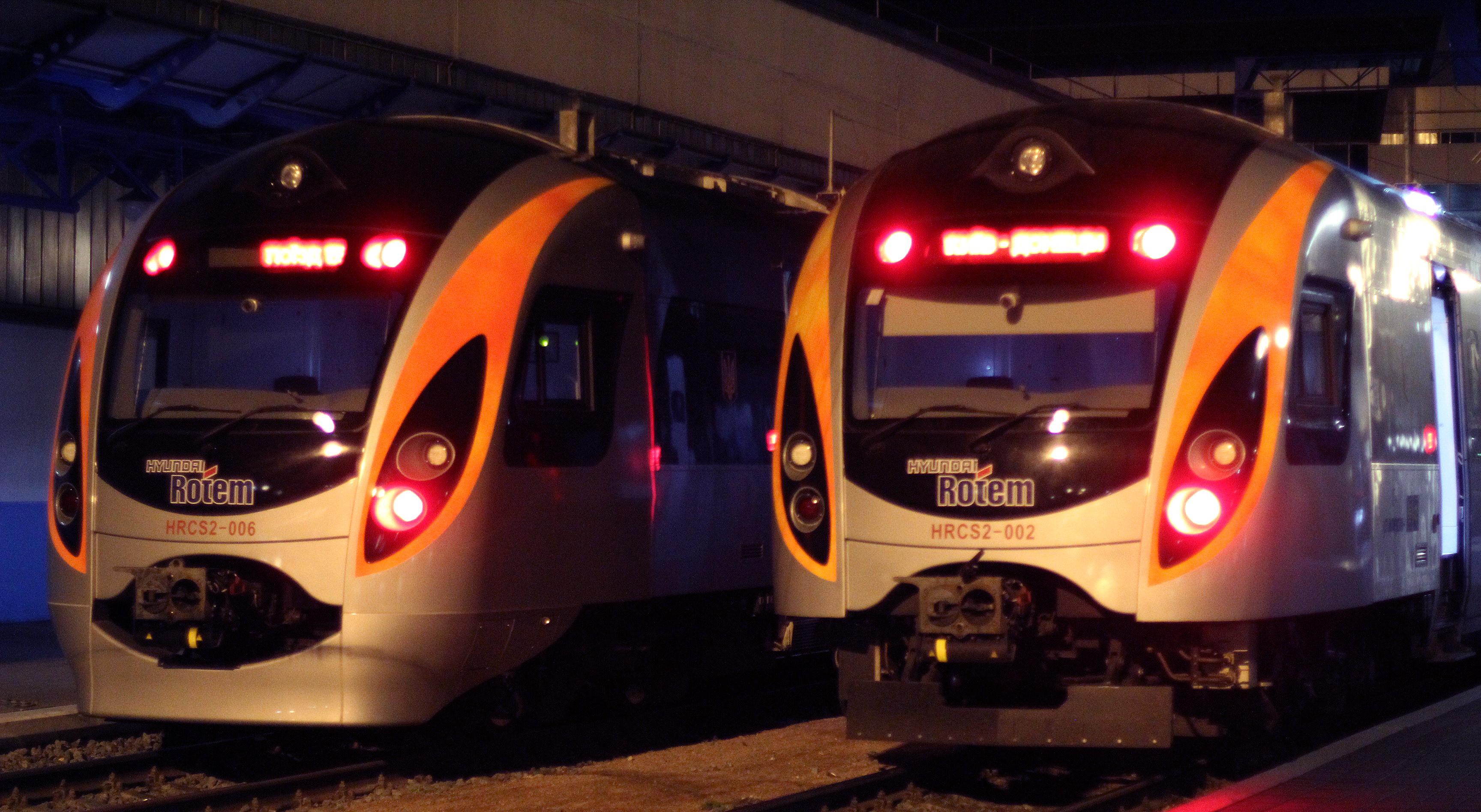

## 운행
리비우스카, 피우덴노자히드나, 피우덴나, 도네츠카, 프리드니프로우스카 철도에서 운행 중이다. 2012년 5월 27일 밝혀진 시간표 개정에서 키예프-하르키우 (4시간 25분, 표정 속도 106 km/h), 키예프-리비우 (4시간 55분, 표정 속도 116 km/h) 간 시험적 영업 운행이 추가되었다. 6월 7일에는 도네츠크 방면 첫 차량이 시운전을 마쳤다. 6월 9일 도네츠크 방면 영업 운행, 11월 11일 드니프로페트롭스크 방면 영업 운행이 시작되었다.
2012년 8월 31일에는 5월 27일 첫 영업 운행 이후 승객 24만명을 돌파하였다고 밝혔다.
우크라이나 내에서 영업 운전에 투입되는 노선은 다음과 같다.
- 키예프-하르키우 (아침, 저녁, 야간)
- 키예프-도네츠크 (저녁, 야간)
- 키예프-리비우 (저녁, 복편은 아침)
- 키예프-드니프로페트롭스크 (저녁)
- 드니프로페트롭스크-심페로폴 (아침)
- 키예프-드니프로페트롭스크-자포로지 (야간)

## 사고
2012년 4월 5일 하르키우 지역에서 시운전 중 승강장과 충돌하여 차체 및 출입문이 파손되었다는 보도가 있었다. 이틀 후 우크라이나 철도 측에서는 시운전 중 충돌 문제는 없었으며, 언론 보도에 나왔던 역은 존재하지 않는다고 밝혔다.
2012년 6월 및 7월에 여러 사고가 발생하였고, 한 예로는 유로 2012 잉글랜드-프랑스 전을 앞두고 관람객들을 운송하였던 열차가 운행 중단된 적이 있었다.

### 2012년 겨울 운행 중단
2012년 12월에는 잦은 간경으로 운행 중단이 보도되었다. 주된 운행 중단 원인은 우크라이나의 추운 날씨로 인하여 팬토그래프 및 차상 컴퓨터가 제대로 작동하지 않았다. 현대로템 측 관계자에 의하면 영업 운전에 너무 빨리 투입되었다고 하였다. 키예프-하르키우 간을 운행하는 열차 기관사에 의하면 "과거에 비해서 운전 규정도 변하였고 전철화 구간도 증가하였다. 새로운 철도 차량이 과거의 운전 규정에 적응하려면 시간이 오래 걸린다. 겨울이 시작되고 2~3 cm 정도 두께의 결빙이 발생하였을 때 문제가 발생하였다"고 하였다.
전문가들의 주장에 의하면 가장 큰 원인은 차량 검수 문제이다. 차량 기술 설명서에는 오탈자가 있었으며 기구 설명에도 오류가 있었다. 차량 납기일을 맞추기 위해서 현대로템 측은 동계 주행 시험을 진행하기 전에 우크라이나 철도 측에 차량을 납품해야 했다. 현대로템 측은 이 문제에 대하여 민감하게 대처하고 있다고 한다.
현대로템 측은 우크라이나 교통부 및 우크라이나 철도에 보낸 편지를 통하여 제한된 납기 때문에 충분한 성능 시험이 이루어지지 못했음을 인정하였다. 같은 편지에서 현대로템 측은 동계 운행 중 발생한 문제를 해결하는 데에는 약 2~3주가 걸린다고 밝혔다.

## 참조
1. ↑  Арбузов А. (2010년 12월 3일). “К Евро-2012 в стране будет только один скоростной поезд”. 2017년 12월 1일에 원본 문서에서 보존된 문서. 2012년 12월 31일에 확인함.
2. ↑  현대로템, 우크라이나 전동차 출고행사
3. ↑  
Hyundai Rotem представила поезда для Украины[깨진 링크(과거 내용 찾기)]
4. ↑  Швидкісний міжрегіональний електропоїзд «Український експрес» із Києва до Донецька прибув за графіком/ 보관됨 2012-06-08 - 웨이백 머신 uz.gov.ua. 07.06.2012.
5. ↑  Зростає кількість пасажирів, які обирають подорож «Українським експресом» 보관됨 2012-09-04 - 웨이백 머신 uz.gov.ua.
31.08.2012.
6. ↑  Корейський «диво-потяг» «Хюндай» уже зазнав перших ушкоджень/ 보관됨 2012-09-02 - 웨이백 머신 Еxpres.ua. 5.04.2012.
7. ↑  Новый корейский «чудо-поезд» уже разбили об украинский перрон? Главное. 6.04.2012.
8. ↑  Спростування неправдивої інформації/ 보관됨 2012-04-10 - 웨이백 머신 uz.gov.ua. 7.04.2012.
9. ↑  Нові супер-потяги "Хюндай" почали масово ламатись
10. ↑  Парочка Hyundai побила все рекорды непрофессионализма. Главное. 13.12.2012.
11. ↑  За сутки сломались 4 поезда Hyundai. 보관됨 2012-12-17 - 웨이백 머신 Новости Украины. 14.12.2012.
12. ↑  Скоростные Huyndai не выдержали украинской зимы. 보관됨 2013-01-29 - 웨이백 머신 Финансовый портал. 18.12.2012.
13. ↑  Инженер Hyundai назвал причину поломки поездов[깨진 링크(과거 내용 찾기)]
14. ↑  “Из-за постоянных "фэйлов" Хюндаи могут снять с украинских рельсов”. 2012년 12월 22일에 원본 문서에서 보존된 문서. 2012년 12월 31일에 확인함.
15. ↑  “Взял вину на себя: Колесникову стыдно и неприятно за скоростные поезда Hyundai”. 2012년 12월 31일에 원본 문서에서 보존된 문서. 2012년 12월 31일에 확인함.
16. ↑  “Корейцы поняли, почему Hyundai ломаются и обещают "вправить им мозги"”. 2012년 12월 29일에 원본 문서에서 보존된 문서. 2012년 12월 31일에 확인함.